# Юхора
Юхора — деревня в Хваловском сельском поселении Волховского района Ленинградской области.

## История
Деревня Юхора упоминается на карте Санкт-Петербургской губернии Ф. Ф. Шуберта 1834 года.

ЮХОРЫ — деревня принадлежит лейтенантше Бровцыной, число жителей по ревизии: 47 м. п., 44 ж. п.. (1838 год)

ЮХОРА — деревня господ Бровцыных, по просёлочной дороге, число дворов — 18, число душ — 54 м. п. (1856 год)

ЮХОРА — деревня владельческая при реке Сяси, число дворов — 21, число жителей: 22 м. п., 56 ж. п.; (1862 год)

В 1867 году временнообязанные крестьяне деревни выкупили свои земельные наделы у П. Ф. Бровцына и стали собственниками земли.

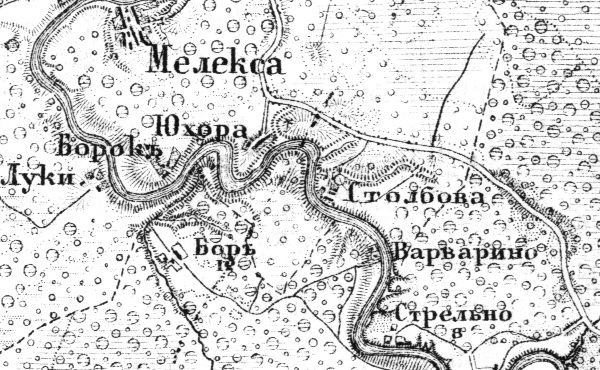
Деревня Юхора на карте 1872 года

Согласно карте Ф. Ф. Шуберта 1872 года на восточной окраине деревни находилась ветряная мельница.
Сборник Центрального статистического комитета описывал её так:

ВЕРХНЯЯ-ЮХОРА — деревня бывшая владельческая при реке Сяси, дворов — 10, жителей — 64; Часовня, ярмарка. (1885 год)

Согласно материалам по статистике народного хозяйства Новоладожского уезда 1891 года имение при селении Юхора площадью 36 десятин принадлежало крестьянину Новгородской губернии В. Е. Нежинкину, имение было приобретено в 1879 году за 230 рублей.
Согласно епархиальным сведениям 1899 года деревня относилась к приходу церкви Святой Троицы (ранее Казанская (Николаевская)) Никольско-Сясьского погоста в селе Хвалово.
В конце XIX — начале XX века деревня административно относилась к Хваловской волости 2-го стана Новоладожского уезда Санкт-Петербургской губернии.
По данным «Памятной книжки Санкт-Петербургской губернии» за 1905 год деревня Юхора входила в состав Юхорского сельского общества.
Согласно карте Ленинградской области Северо-западного аэрогеодезического треста ГГУ издания 1932 года деревня насчитывала 8 крестьянских дворов.
По данным 1933 года деревня Юхора входила в состав Мелексинского сельсовета Волховского района.
По данным 1936 года деревня Юхора была административным центром Мелексинского сельсовета, в который входили 12 населённых пунктов, 296 хозяйств и 8 колхозов.
По данным 1966, 1973 и 1990 годов деревня Юхора входила в состав Хваловского сельсовета.
В 1997 году в деревне Юхора Хваловской волости проживали 2 человека, в 2002 году — 11 человек (все русские).
В 2007 году в деревне Юхора Хваловского СП — 6 человек.

## География
Деревня расположена в юго-восточной части района близ автодороги А114 (Вологда — Новая Ладога).
Расстояние до административного центра поселения — 8 км.
Расстояние до ближайшей железнодорожной станции Колчаново — 22 км.
Деревня находится на правом берегу реки Сясь.

## Демография
| 1838 | 1862 | 1885 | 1997 | 2007 | 2010 | 2017 |
| ---- | ---- | ---- | ---- | ---- | ---- | ---- |
| 91   | ↘78  | ↘64  | ↘2   | ↗6   | ↘5   | ↘3   |

### Национальный состав
Согласно данным Всероссийской переписи населения 2021 года в деревне проживал 1 человек, русский.